# Chevières
Chevières ist eine französische Gemeinde mit 46 Einwohnern (Stand 1. Januar 2022) im Département Ardennes in der Region Grand Est (vor 2016 Champagne-Ardenne). Sie gehört zum Arrondissement Vouziers, zum Kanton Attigny und zum Gemeindeverband Argonne Ardennaise.

## Geografie
Die Gemeinde Chevières liegt an der Aire, 18 Kilometer südöstlich von Vouziers. Umgeben wird Chevières von den Nachbargemeinden Grandpré im Norden, Champigneulle und Saint-Juvin im Nordosten, Marcq im Osten und Südosten sowie Senuc im Südwesten und Westen.

## Geschichte
Von 1828 bis 1871 bildete Chevières mit Marcq die Gemeinde Marcq-et-Chevières.

## Bevölkerungsentwicklung
| Jahr                       | 1962 | 1968 | 1975 | 1982 | 1990 | 1999 | 2006 | 2012 | 2019 |
| -------------------------- | ---- | ---- | ---- | ---- | ---- | ---- | ---- | ---- | ---- |
| Einwohner                  | 59   | 62   | 60   | 58   | 51   | 44   | 50   | 49   | 45   |
| Quellen: Cassini und INSEE |      |      |      |      |      |      |      |      |      |

## Sehenswürdigkeiten

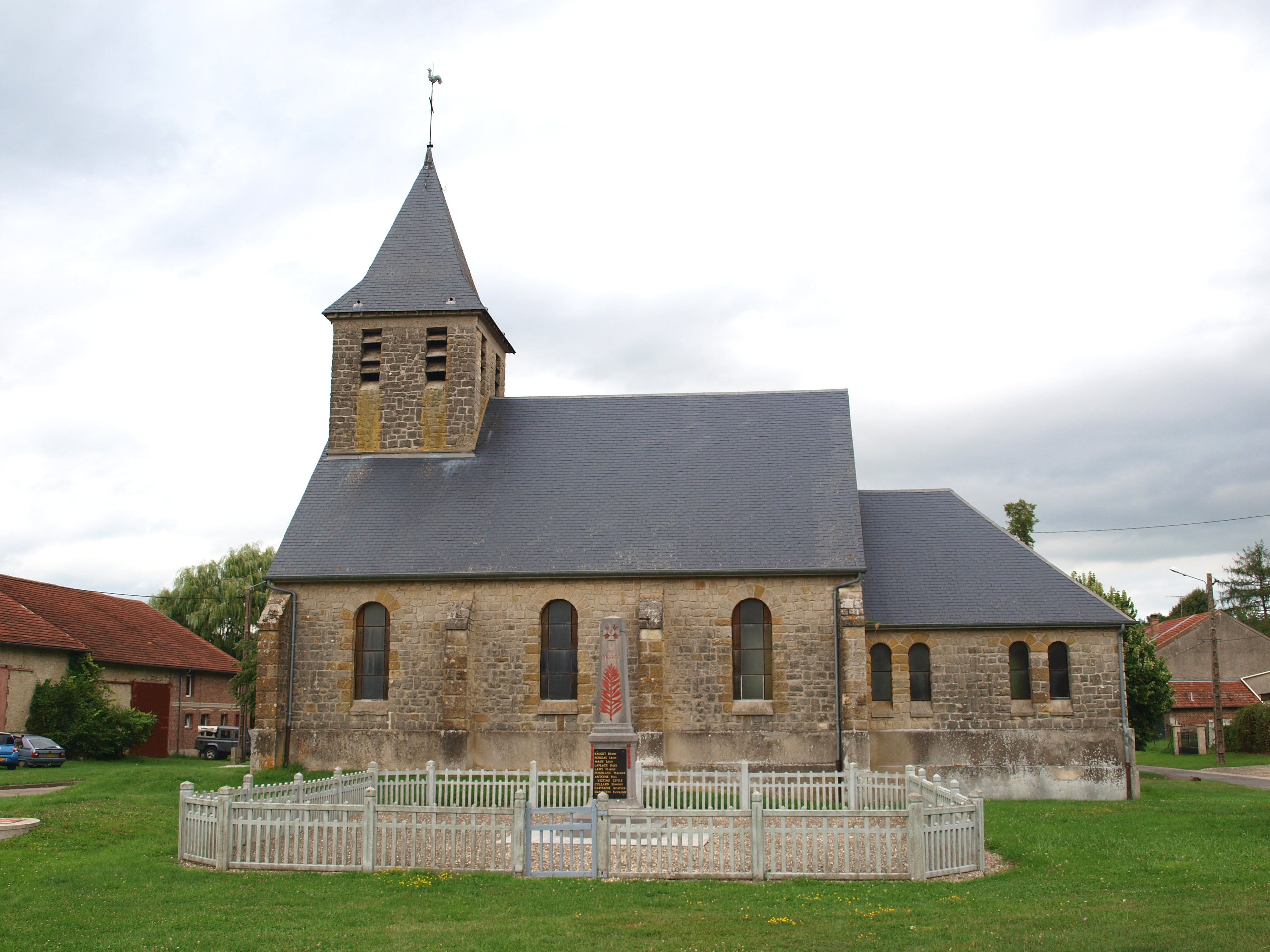
Kirche Saint-Martin

- Kirche Saint-Martin